# Door megye
Door megye az Amerikai Egyesült Államokban, azon belül Wisconsin államban található. Megyeszékhelye és legnagyobb városa Sturgeon Bay. Lakosainak száma 30 066 fő (2020. április 1.). Door megye Kewaunee, Oconto, Marinette, Menominee, Delta, Leelanau, Benzie és Brown megyékkel határos.

## Történelem
Paleoindiai leleteket találtak a Cardy-I helyszínen, beleértve négy Gainey pontot. A Gainey pontok és a mindenütt jelen lévő Clovis pontok közötti kapcsolatot kutatják, de vannak hasonlóságok. A Cardy telepről 2003-ig gyűjtött anyagok nagy része Moline chertből készült, amely nem található Wisconsinban. 2007-től hét Clovis pontot találtak a megyében. A Nyugat-Wisconsin-i paleoindiai műtárgyak alapos tanulmányozása arra utal, hogy az ajtó-félszigeten készültek, és az államon át vitték őket.
Ereklyék egy ősi faluból Nicolet Bay Beach-en, I.E. 400-ig. Ezt az oldalt különböző kultúrák foglalták el, KR. u. 1300-ig.
246-ban B. C (±25 év), egy kutyát temettek el egy indián temetkezési helyen a Washington-szigeten.

## Földrajz
Az Egyesült Államok Népszámlálási Hivatala szerint a megye teljes területe 2,370 négyzetmérföld (6,100 km2), amelyből 482 négyzetmérföld (1,250 km2) földterület, 1888 négyzetmérföld (4,890 km2) (80%) víz. Ez a legnagyobb megye Wisconsin teljes területén. A megye is 298 mérföld (480.000 m) partvonal. A megye fedezi a kapu-félsziget nagy részét. A tokhal-öböl hajózási csatornájának 1881-ben történt lezárásával a félsziget északi része mesterséges szigetté vált. úgy vélik, hogy ez a csatorna valahogy csökkentette az öböl tokhalállományát a vízi élőhely változásai miatt. A 45.párhuzamos Észak kettévágja ezt a “szigetet”, és ez a Meridian Megyei Park emléke. A Niagara-szigeteki partvidék dolomit-kirekesztődései a félsziget mindkét partján láthatóak, de a cuesta karszt formációi nagyobbak és nagyobbak a Zöld-öböl partján, mint a Bayshore Blufflands-ben. A dűnék fejlődése a partvonal többi részének nagy részét hozta létre, különösen a keleti oldalon. A part menti flóra egyértelműen bizonyítja a növények öröklését. A félsziget közepe többnyire lapos vagy gördülő termőföld. Az eskereket csak a megye délnyugati sarkában találjuk,de a drumlins és a kis morénás a félsziget mentén is előfordul.

## Népesség
A megye népességének változása:

| 2010 | 27 785 |
| 2020 | 30 066 |

## Éghajlat
| J                                       | F         | M       | Á        | M       | J       | J        | A        | Sz       | O        | N      | D     |
| 57 −6 −8                                | 54 −8 −15 | 60 1 −4 | 129 9 −2 | 93 13 3 | 85 18 9 | 97 21 12 | 78 20 15 | 87 19 12 | 129 11 3 | 85 7 1 | 65 −2 |
| Átlagos max. és min. hőmérséklet °C-ban |           |         |          |         |         |          |          |          |          |        |       |
| A csapadékmennyiség mm-ben kifejezve    |           |         |          |         |         |          |          |          |          |        |       |
| Forrás:                                 |           |         |          |         |         |          |          |          |          |        |       |

| Angolszász mértékegységekkel             | Angolszász mértékegységekkel | Angolszász mértékegységekkel | Angolszász mértékegységekkel | Angolszász mértékegységekkel | Angolszász mértékegységekkel | Angolszász mértékegységekkel | Angolszász mértékegységekkel | Angolszász mértékegységekkel | Angolszász mértékegységekkel | Angolszász mértékegységekkel | Angolszász mértékegységekkel |
| ---------------------------------------- | ---------------------------- | ---------------------------- | ---------------------------- | ---------------------------- | ---------------------------- | ---------------------------- | ---------------------------- | ---------------------------- | ---------------------------- | ---------------------------- | ---------------------------- |
| J                                        | F                            | M                            | Á                            | M                            | J                            | J                            | A                            | Sz                           | O                            | N                            | D                            |
| 2.2 21 18                                | 2.1 18 5                     | 2.4 34 25                    | 5.1 48 28                    | 3.7 55 37                    | 3.3 64 48                    | 3.8 70 54                    | 3.1 68 59                    | 3.4 66 54                    | 5.1 52 37                    | 3.3 45 34                    | 2.6 28                       |
| Átlagos max. és min. hőmérséklet °F-ben  |                              |                              |                              |                              |                              |                              |                              |                              |                              |                              |                              |
| A csapadékmennyiség hüvelykben kifejezve |                              |                              |                              |                              |                              |                              |                              |                              |                              |                              |                              |

| J                                       | F         | M       | Á        | M       | J       | J        | A        | Sz       | O        | N      | D     |
| 57 −6 −8                                | 54 −8 −15 | 60 1 −4 | 129 9 −2 | 93 13 3 | 85 18 9 | 97 21 12 | 78 20 15 | 87 19 12 | 129 11 3 | 85 7 1 | 65 −2 |
| Átlagos max. és min. hőmérséklet °C-ban |           |         |          |         |         |          |          |          |          |        |       |
| A csapadékmennyiség mm-ben kifejezve    |           |         |          |         |         |          |          |          |          |        |       |
| Forrás:                                 |           |         |          |         |         |          |          |          |          |        |       |

| Angolszász mértékegységekkel             | Angolszász mértékegységekkel | Angolszász mértékegységekkel | Angolszász mértékegységekkel | Angolszász mértékegységekkel | Angolszász mértékegységekkel | Angolszász mértékegységekkel | Angolszász mértékegységekkel | Angolszász mértékegységekkel | Angolszász mértékegységekkel | Angolszász mértékegységekkel | Angolszász mértékegységekkel |
| ---------------------------------------- | ---------------------------- | ---------------------------- | ---------------------------- | ---------------------------- | ---------------------------- | ---------------------------- | ---------------------------- | ---------------------------- | ---------------------------- | ---------------------------- | ---------------------------- |
| J                                        | F                            | M                            | Á                            | M                            | J                            | J                            | A                            | Sz                           | O                            | N                            | D                            |
| 2.2 21 18                                | 2.1 18 5                     | 2.4 34 25                    | 5.1 48 28                    | 3.7 55 37                    | 3.3 64 48                    | 3.8 70 54                    | 3.1 68 59                    | 3.4 66 54                    | 5.1 52 37                    | 3.3 45 34                    | 2.6 28                       |
| Átlagos max. és min. hőmérséklet °F-ben  |                              |                              |                              |                              |                              |                              |                              |                              |                              |                              |                              |
| A csapadékmennyiség hüvelykben kifejezve |                              |                              |                              |                              |                              |                              |                              |                              |                              |                              |                              |

## Űrhajós fotózás
|  |  |  |  |

|  |  |  |  |

|  |  |  |  |

|  |  |  |  |

|  |  |  |  |

|  |  |  |  |

|  |  |  |  |

|  |  |  |  |

|  |  |  |  |

|  |  |  |  |

|  |  |  |  |

|  |  |  |  |

|  |  |  |  |

|  |  |  |  |